# ディケーター郡 (アイオワ州)
ディケーター郡（英: Decatur County）は、アメリカ合衆国アイオワ州の南部に位置する郡である。2010年国勢調査での人口は8,457人であり、2000年の8,689人から2.7％減少した。郡庁所在地はレオン市（人口1,977人）であり、同郡で人口最大の都市でもある。ディケーター郡は1846年に設立され、郡名は米英戦争の英雄スティーヴン・ディケーターにちなんで名付けられた。

## 地理
アメリカ合衆国国勢調査局に拠れば、郡域全面積は533.32平方マイル（1,381.3km2）であり、このうち陸地は531.80平方マイル（1,377.4km2）、水域は1.52平方マイル（3.9km2）で、水域率は0.29％である。

### 主要高規格道路
- 州間高速道路35号線
- アメリカ国道69号線
- アイオワ州道2号線

### 隣接する郡
- クラーク郡 - 北
- ウェイン郡 - 東
- マーサー郡 (ミズーリ州) - 南東
- ハリソン郡 (ミズーリ州) - 南西
- リングゴールド郡 - 西

## 人口動態

### 2010年国勢調査
以下は2010年国勢調査による人口統計データである。
基礎データ
- 人口: 8,457人
- 人口密度: 6人/km2（16人/mi2）
- 住居数: 3,834軒
- 使用住居: 3,223軒[1]

### 2000年国勢調査

2000人口ピラミッド

以下は2000年国勢調査による人口統計データである。
| 基礎データ - 人口: 8,689人 - 世帯数: 3,337 世帯 - 家族数: 2,149 家族 - 人口密度: 6人/km2（16人/mi2） - 住居数: 3,833軒 - 住居密度: 3軒/km2（7軒/mi2） 人種別人口構成 - 白人: 96.46% - アフリカン・アメリカン: 0.98% - ネイティブ・アメリカン: 0.24% - アジア人: 0.63% - 太平洋諸島系: 0.12% - その他の人種: 0.46% - 混血: 1.12% - ヒスパニック・ラテン系: 1.70% 年齢別人口構成 - 18歳未満: 23.0% - 18-24歳: 16.3% - 25-44歳: 21.6% - 45-64歳: 21.5% - 65歳以上: 17.7% - 年齢の中央値: 36歳 - 性比（女性100人あたり男性の人口） - 総人口: 95.7 - 18歳以上: 91.9 | 世帯と家族（対世帯数） - 18歳未満の子供がいる: 28.0% - 結婚・同居している夫婦: 54.3% - 未婚・離婚・死別女性が世帯主: 7.2% - 非家族世帯: 35.6% - 単身世帯: 30.3% - 65歳以上の老人1人暮らし: 15.5% - 平均構成人数 - 世帯: 2.37人 - 家族: 2.96人 収入と家計 - 収入の中央値 - 世帯: 27,343米ドル - 家族: 34,831米ドル - 性別 - 男性: 25,569米ドル - 女性: 19,309米ドル - 人口1人あたり収入: 14,209米ドル - 貧困線以下 - 対人口: 15.5% - 対家族数: 10.9% - 18歳未満: 15.6% - 65歳以上: 13.7% |

ディケーター郡はアイオワ州の中で最貧の郡と見なされており、住民のおよそ20％は貧窮の中で生活しているという報告がある。

## 都市と町

### 都市
| - デイビスシティ - ディケーターシティ - ガーデングローブ - グランドリバー - ラモニ | - レオン - 郡庁所在地 - ルロイ - プレザントン - ヴァンワート - ウェルドン |

### 郡区
ディケーター郡は16の郡区に分割されている。
| - ブルーミントン郡区 - バーレル郡区 - センター郡区 - ディケーター郡区 - エデン郡区 - ファイエット郡区 | - フランクリン郡区 - ガーデングローブ郡区 - グランドリバー郡区 - ハミルトン郡区 - ハイポイント郡区 | - ロングクリーク郡区 - モーガン郡区 - ニューブダ郡区 - リッチランド郡区 - ウッドランド郡区 |